# Салават Юлаев (опера)
Салава́т Юла́ев — башкирская опера, написанная в 1954 году композитором Загиром Исмагиловым на либретто Баязита Бикбая.

## Описание
Опера состоит из 4 действий и 7 картин.
Выходила в 4 редакциях: 1955, 1977, 1988 (на русском языке), 1994.
Роль Салавата Юлаева в первой редакции исполнил Заслуженный артист РСФСР, первый оперный певец из башкир Хабир Галимов. Это событие произошло в 1955 году, перед декадой Башкирской литературы и искусства в Москве. На следующем спектакле ведущую партию исполнил Народный артист РСФСР Магафур Хисматуллин.
Композитор использовал в опере мотивы башкирской народной песни «Салават» и русской народной песни «Не шуми ты, мати, зеленая дубравушка».

### Первая редакция
…Спектакль «Салават Юлаев», которым открыл свою декаду Башкирский театр оперы и балета, показал, каких замечательных успехов достигла башкирская музыкальная и театральная культура. Нет никаких сомнений, что это только этап на пути ещё большего расцвета национального оперного искусства республики. Этому залог — огромные творческие возможности, продемонстрированные на спектакле «Салават Юлаев».
Премьера в 1-й редакции оперы «Салават Юлаев» состоялась 15 апреля 1955 года, в Уфе на сцене Башкирского государственного театра оперы и балета.
худ. М. Н. Арсланов, хормейстер Л. Х. Исхакова, балетмейстеры Ф. А. Гаскаров и Х. Г. Сафиуллин. Исполнители: М. Х. Хисматуллин (Салават), А. В. Сутягин (Пугачёв), Б. Н. Валеева (Амина), Г. С. Хабибуллин (Юлай), М. Г. Салигаскарова (Кюнбика), С. Я. Русинов (Бухаир).
Дирижёр — В. В. Целиковский;
Режиссёры-постановщики — А. Н. Бакалейников и А. К. Мубаряков;
Художник — М. Н. Арсланов;
Балетмейстер — Ф. А. Гаскаров и Х. Г. Сафиуллин;
Хормейстер — Л. Х. Исхакова;
| Действующие лица | Исполнители         |
| ---------------- | ------------------- |
| Салават          | Хабир Галимов       |
| Амина            | Б. Н. Валеева       |
| Пугачёв          | А. В. Сутягин       |
| Кюнбика          | М. Г. Салигаскарова |
| Юлай             | Г. С. Хабибуллин    |
| Бухаир           | С. Я. Русинов       |

В 1955 году опера была показана на Декаде Башкирской литературы и искусства в Москве. В настоящее время в Башкирском государственном театре оперы и балета опера ставится в 3-х действиях.

## Сюжет
Источником сюжета оперы стали сцены из жизни одного из руководителей Крестьянской войны 1773—1775 годов, башкирского национального героя — Салавата Юлаева.
Первое действие оперы происходит в 1773 году. На башкирском кочевье собрались люди у юрты старшины Юлая. Выйдя из юрты Юлай говорит о приказе губернатора прислать отряд башкир для того, чтобы помочь правительственным войскам усмирить восставших яицких казаков, а также русских крестьян во главе с Емельяном Пугачёвым. Народ шумит, выражая своё недовольство.
Возвратившийся с охоты Салават сообщил людям о том, что местный помещик захватывает соседние земли башкир. Недовольство Салавата разделяют окружающие. Старшина Юлай хочет помочь людям и обещает добиться справедливости.
Будучи поддержан народом, Салават Юлаев не хочет по приказу губернатора идти в поход. Тут показывается в сопровождении верных людей старшина башкир Колой Балтасов. Упрекая старшину Юлая в нерешительности, он требует срочного выступления в поход. Мимо спорящих проходят ссыльные с конвоирами, народ выражает им свое сочувствие.
Сташнина Колой Балтасов все же добился выступления башкирского отряда в поход. Командовать конниками Юлай поручил сыну Салавату. Находясь в глубоком раздумье, Салават вспомнил слова своего друга Багрова, что есть такой сокол-Пугачёв, который созывает народ на бой с помещиками и башкирскими феодалами. Наедине с отцом он рассказывает об этом отцу, но Юлай его не понимает. Салават прощается с родиной и клянется найти верный путь.
По дороге в Оренбург отряд Салавата Юлаева расположился на ночь у костров. Люди отдыхают перед встречей с правительственными войсками генерала Кара. Салават решил привести отряд к Пугачёву, чтобы вместе с его отрядами биться против угнетателей. Тут появляется с указом Пугачёва его посланник Багров. Видя, что большинство всадников не хочет идти против Пугачёва, писарь старшины Бухаир грозит изменникам расправой. В процессе ссоры Салават Юлаев призывает башкир присоединиться к Пугачёву. Воины его поддержали и поклялись с оружием в руках бороться за лучшую долю своего народа.
Во втором действии показан осаждённый Оренбург. Генерал-губернатор Рейнсдорф ждет прибытия башкирских конников. Вошедший к нему Бухаир сообщил о том, что Салават увел отряд башкир к Пугачёву. Губернатор негодует и предлагает Бухаиру, обещав ему должность старшины, убить Салавата, войдя к нему в доверие, а башкирских конников отправить в Оренбург. Одновременно губернатор Рейнсдорф послал гонца в Уфу с приказом о лишении Юлая за измену должности старшины. На городской площади показывается расправа сторонников Пугачёву.
А в это время в стане Пугачёва люди расположились на отдых. Окрестные крестьяне приводят Пугачёву на суд помещика, башкирского бая и приказчика. Пугачёв, при одобрении народа приговорил их к казни. Перебежчица из Оренбурга Аннушка рассказывает людям о жестокости губернатора и просит Пугачёва занять Оренбург, чтобы спасти пленников, находящихся в казематах. Пугачёв сочувствует им, обещает помочь и бороться за бедных людей.
К Пугачёву приходит отряд башкирских конников во главе с Салаватом Юлаевым. Люди радостно встречают Салавата и конников. Пугачёв жалует Салавата чином полковника, а крестьяне и яицкие казаки решают совместно бороться за общее дело.
Третье действие происходит в доме Юлая. Жена Салавата, Амина тоскует по ушедшему на войну Салавату. Появляется с внуком мать Салавата Кюнбике. Понимая причину грусти Амины, она поет ей песню. Тут появился со своими сторонниками старшина Колой Балтасов. Он сообщает о приказе губернатора объявить старого Юлая изменником. Солдаты избивают старика, громят его имущество. Однако Юлай уже осознал справедливость избранного сыном пути. Он также решил присоединиться к войскам Пугаева.
В ходе военных действий на Симском заводе (нынешнем городе Симе) Салават Юлаев овладевает селением. Там он встречается с отцом и благодарит его за помощь. Под радостное возбуждение писарь Бухаир просит у Салавата прощение и согласие принять в свой отряд. С согласия отца Салават прощает Бухаира.
Бои с правительственными войсками продолжаются, в бою отряд башкир несёт тяжелые потери. Бывший писарь Бухаир, войдя в доверие Салавата, организует заговор против Салавата и советует сомневающимся башкирам бежать домой. Об этом узнает Амина и хочет сообщить о заговоре Салавату, но не успевает, будучи убитой Бухаиром. Салават скорбит о смерти погибшей жены и приказывает задержать дезертиров. Пойманные башкиры признаются ему об уговорах Бухаира, после чего Салават казнит Бухаира.
На помощь отряду Салавата Юлаева приходит Пугачёв. Он призывает восставших укреплять единство народов и продолжать до победы бороться за счастье простых людей.